# Arnold de Fine (kapelmester)
 Der er flere personer med dette navn, se Arnold de Fine.
Arnold de Fine (Arnoldus de Fine) (ca. 1530 – 13. november 1586) var en flamsk/dansk organist og kapelmester, der fra 1556 boede og arbejdede i Danmark for kong Christian 3. og Frederik 2. Han menes at stamme fra Antwerpen, muligvis med navnet van Eynde eller von Ende, og døde i Helsingør, og formodes at være begravet i St. Mikkels kirke i Slagelse, fordi han angiveligt besad et beneficie der (løngivende, men arbejdsfrit embede).
Hans efterkommere beklædte mange offentlige hverv i Danmark og Norge, f.eks. som præster, biskopper eller kongelige embedsmænd og kendes i dag under forskellige afledninger af navnet (de Fine Olivarius, de Fine Licht og de Fine Skibsted). Mange af dem bar fornavnet Arnold.
Fra 1556 – 1560 og igen fra 1563 var han ansat hos kong Christian 3. I de mellemliggende år var han organist for dronningen. I 1565 fik han et vikarie i Roskilde Domkirke (midlertidigt beneficie). Da kapellet efter Den Nordiske Syvårskrig trængte til en reorganisering udnævntes de Fine 5. juni 1571 til kapelmester (for Det Kongelige Kapel) som afløser for Amsfortius. Samme år fik han fornyet sit vikarie i Roskilde, og i betragtning af hans lange og tro tjeneste fik han 1583 et kannikedømme i Århus. Disse fiktive embeder (beneficer eller præbender) var en overlevering fra den katolske tid, og kongen benyttede dem som løn til sine ansatte, uden at der var kirkelige pligter knyttet til dem.
Følgende dokument fra Kjøbenhavns Diplomatarium fortæller at Arnold de Fine 24 november 1578 får ejendomsret til et hus i København:
| Citat | Wij Frederich thend anden etc. giøre alle witterligt, at wij aff wor synderlige gunst och naade haffue wnt, skiøt och giffuet och nu med thette wort obne breff wnde, skiøde och giffue os elskelige Arnoldus de Fine wor capellmester och hans arffuinge ett wort och kronens hus och woning wdj wor kiøpsted Kiøpnehaffn ligendis wdj Leerstredet wd med algaden, østen op till Claus Wit guldsmed, westen op thill Willom apoteckers stald, och strecker sig samme gaard norden ther fran lige emod thuende huse paa Amagerthorre, Hans Thuesen och Thommes Badskier iboer, huilcken forskrefne gaard osv. Actum Koldinghus thend 24 nouembris aar etc. mdlxxviij. | Citat |
|       | |       |

Transkribering:
Vi Frederik 2. offentliggør at vi af vores nåde gennem dette åbne brev tilskøder og giver vores højt satte Arnoldus de Fine, vor kapelmester, og hans arvinger et af vores og kronens huse i vor købstad København beliggende i Læderstræde ud mod Algaden (nu Købmagergade) mellem guldsmed Claus Wits hus og Willom apotekers stald og i udstrækning helt frem til to huse på Amagertorv, hvor Hans Thuesen og Thommes Badskier bor…… Underskrevet på Koldinghus d. 24. november 1578.
En af kilderne hævder at han ydermere fra 1581 fik indtægterne fra en lille beværtning og have, lige udenfor Nørreport i København.
Som kapelmester havde han sangerdrengene under sin specielle varetægt. Af samtiden nævnes han som en betydelig musiker (Hans Mikkelsen Ravn i Heptachordum Danicum). En komposition af ham: Wann mein Stündlein vorhanden ist findes på CD'en Royal music from the courts of king Fredrik II and Christian IV på forlaget Dacapo.
Arnold de Fine var gift 2 gange: med Annike Pedersdatter (d. 1576) og derefter med Barbara Hieronymidatter Knoff. Hans søn af 1. ægteskab Petrus Arnoldi de Fine (død 1620) var sanger i kapellet. En søn af 2. ægteskab Arnoldus de Fine (Arnold, Arnoldii, Arnold v. Ende) var elev af blandt adre Melchior Borchgrevinck og blev ansat som instrumentist i kapellet 1603, men afskediges sammen med flere andre 1627 da kapellet indskrænkedes som følge af krigsbegivenhederne. Fra 1613 havde han opsigt med kapellets instrumenter og i 1620 fik han vikarie i Roskilde.